# Korjîha, Volodarka
Korjîha (în ucraineană Коржиха) este un sat în comuna Kapustînți din raionul Volodarka, regiunea Kiev, Ucraina.

## Demografie
Componența lingvistică a localității Korjîha
     Ucraineană (100%)
Conform recensământului din 2001, toată populația localității Korjîha era vorbitoare de ucraineană (100%).